# Island Escape
O Island Escape foi um navio que realizou cruzeiros pela costa brasileira na alta temporada . Foi fabricado em 1982 como ferry.
Em 3 de dezembro de 2015, a embarcação foi vendida e rebatizada como Ocean Gala.
Em fevereiro de 2016, o Ocean Gala foi oferecido como uma instalação de acomodação flutuante por meio do site Floating Accommodations, administrado pela US Shipmanagers, uma empresa da Flórida.
Foi anunciado em agosto de 2016 que o navio não seria usado para Alojamento Flutuante (devido à redução da crise de refugiados na Suécia) e que o navio havia sido colocado de volta no mercado para venda ou fretamento. A embarcação ficou na Dinamarca e completou sua pesquisa de cinco anos com a sociedade de classes DNVGL. Serviu como casa a trabalhadores do Canal de Suez, em Limassol, e atravessou o canal em 2 de maio de 2017, descendo ao Mar Vermelho, e fundeado em Khalifa para aguardo. 
Em março de 2018 iniciou a última viagem para Alang na Índia, onde foi apraiada no dia 04 de abril de 2018 no terreno de Kaya, 103 e aguardou pelo seu desmantelamento.
IMO: 8002597

## Nomes
O navio já navegou com os seguintes nomes:
- 1982—1985: MS Scandinavia
- 1985—1990: MS Stardancer
- 1990—2002: MS Viking Serenade
- 2002-2015: MS Island Escape
- 2015-2017: Ocean Gala como Leitos Flutuantes para refugiados e trabalhadores em Suez
- 2017-2018: Ocean Gala 1

## Entretenimento
O Island Escape possuia:
- Academia;
- Piscina;
- Bares;
- Cassino;
- Discoteca;
- Free shop;
- Cyber café;
- Restaurantes;
- Shows.